# 加藤奐
加藤 奐（かとう かん、1939年7月18日 - ）は、日本の実業家。京王電鉄第9代社長。

## 来歴・人物
東京都出身。
慶應義塾中等部、慶應義塾高等学校、慶應義塾大学商学部商学科卒業後、1962年京王帝都電鉄（現・京王電鉄）入社。経理部長を経て、1993年常務取締役。1998年京王プラザホテル社長に就任。
2002年京王電鉄副社長。2003年社長。2009年会長。2015年相談役。
2015年旭日重光章受章。